# Kiss Ferenc (gyógyszerész)
Kiss Ferenc (Macskás, 1816. július 10. – Szeghalom, 1892. január 5.) gyógyszerész.

## Élete
Apja, Kiss János a zirci főapátság főerdő-lovagja volt. Kiss Veszprémben, Zircen, Komáromban és Pápán végezte iskolai tanulmányait, majd a gyógyszerészi pályára lépett és Veszprémben id. Ferenczy gyógyszertárában töltötte gyakornoki éveit. 1839-ben iratkozott be a pesti egyetemre. 1840-ben prima cum eminentia nyerte el oklevelét. Több évi okleveles működés után, 1845-ben Körösladányban (Békés megye) nyert jogot egy személyjogú gyógyszertár felállítására, honnét a szabadságharc után a helytartóság engedélyével Szeghalomra helyezte át gyógyszertárát. Emberszeretetét leginkább bizonyítja az, hogy az 1873. évi kolerajárvány után a 2986 forintnyi követelését bizonyító rendelvényeket megsemmisítette. A járásgyűléseken 1890-ig elnökölt.
Cikkei a Zeitschrift für Natur- und Heilkundeban (1850. Correspondenz, Kőrös-Ladány, 1857. Das Bitterwasser von Cséfa); a Gyógyszerészi Hetilapban (1863. A várhelyi keserűvíz vegybontása.)